# 米洛斯拉夫·弗爾克
米洛斯拉夫·弗爾克（捷克語：Miloslav Vlk；1932年5月17日—2017年3月18日）是捷克籍天主教司鐸級樞機及布拉格總教區榮休總主教。

## 生平
杜卡尼出生於1932年5月17日，捷克斯洛伐克南波希米亞州塞佩科夫。他於1968年6月23日，在捷克斯洛伐克的捷克布傑約維采教區晉鐸。
1990年3月31日晉牧，並被時任教宗若望·保祿二世任命為捷克布傑約維采教區主教。自1991年6月1日，任布拉格總教區總主教。在1992年至1993年間，他獲得美國芝加哥班尼迪克大學、明尼蘇達州聖多默大學和德國帕紹學院的榮譽神學博士學位。除了學術榮譽外，他還獲得各種榮譽公民身份。
1994年11月26日，被時任教宗若望·保祿二世冊封為司鐸級樞機，領耶路撒冷聖十字堂區司鐸銜。1994年至2012年間出任國際組織普世博愛運動主席。
他曾參與2005年教宗選舉秘密會議，當時選出的是教宗本篤十六世。直到2010年2月13日榮休，及在4月26日多米尼克·杜卡樞機接替擔任布拉格總教區總主教。2012年8月10日，由江薩·戈威瓦尼蒙席接替出任普世博愛運動主席。
於2017年3月18日，米洛斯拉夫·弗爾克長期患病在捷克布拉格去世，享年84歲。

## 牧徽

米洛斯拉夫·弗爾克樞機牧徽